# Cleveland Cavaliers 1991-1992
La stagione 1991-92 dei Cleveland Cavaliers fu la 22ª nella NBA per la franchigia.
I Cleveland Cavaliers arrivarono secondi nella Central Division della Eastern Conference con un record di 57-25. Nei play-off vinsero il primo turno con i New Jersey Nets (3-1), la semifinale di conference con i Boston Celtics (4-3), perdendo poi la finale di conference con i Chicago Bulls (4-2).

## Roster
| N° | Naz.                   | Ruolo | Sportivo         | Anno | Alt. | Peso |
| -- | ---------------------- | ----- | ---------------- | ---- | ---- | ---- |
| 3  | Stati Uniti (bandiera) | GA    | Craig Ehlo       | 1961 | 198  | 82   |
| 4  | Stati Uniti (bandiera) | G     | Steve Kerr       | 1965 | 191  | 79   |
| 10 | Stati Uniti (bandiera) | G     | John Battle      | 1962 | 188  | 79   |
| 11 | Stati Uniti (bandiera) | G     | Terrell Brandon  | 1970 | 180  | 82   |
| 14 | Stati Uniti (bandiera) | G     | Bobby Phills     | 1969 | 196  | 95   |
| 18 | Stati Uniti (bandiera) | AC    | Hot Rod Williams | 1962 | 211  | 98   |
| 20 | Stati Uniti (bandiera) | A     | Winston Bennett  | 1965 | 201  | 95   |
| 22 | Stati Uniti (bandiera) | AC    | Larry Nance      | 1959 | 208  | 93   |
| 23 | Stati Uniti (bandiera) | G     | John Morton      | 1967 | 191  | 82   |
| 24 | Stati Uniti (bandiera) | GA    | Jimmy Oliver     | 1969 | 196  | 93   |
| 25 | Stati Uniti (bandiera) | G     | Mark Price       | 1964 | 183  | 77   |
| 32 | Stati Uniti (bandiera) | A     | Henry James      | 1965 | 203  | 100  |
| 33 | Stati Uniti (bandiera) | GA    | Mike Sanders     | 1960 | 198  | 95   |
| 35 | Stati Uniti (bandiera) | A     | Danny Ferry      | 1966 | 208  | 104  |
| 43 | Stati Uniti (bandiera) | C     | Brad Daugherty   | 1965 | 213  | 109  |
| 52 | Stati Uniti (bandiera) | A     | Chucky Brown     | 1968 | 201  | 97   |

## Staff tecnico
- Allenatore: Lenny Wilkens
- Vice-allenatori: Dick Helm, Brian Winters